# Place Antoine-et-Simone-Veil
La place Antoine-et-Simone-Veil est une voie de Puteaux (Hauts-de-Seine).

## Situation et accès

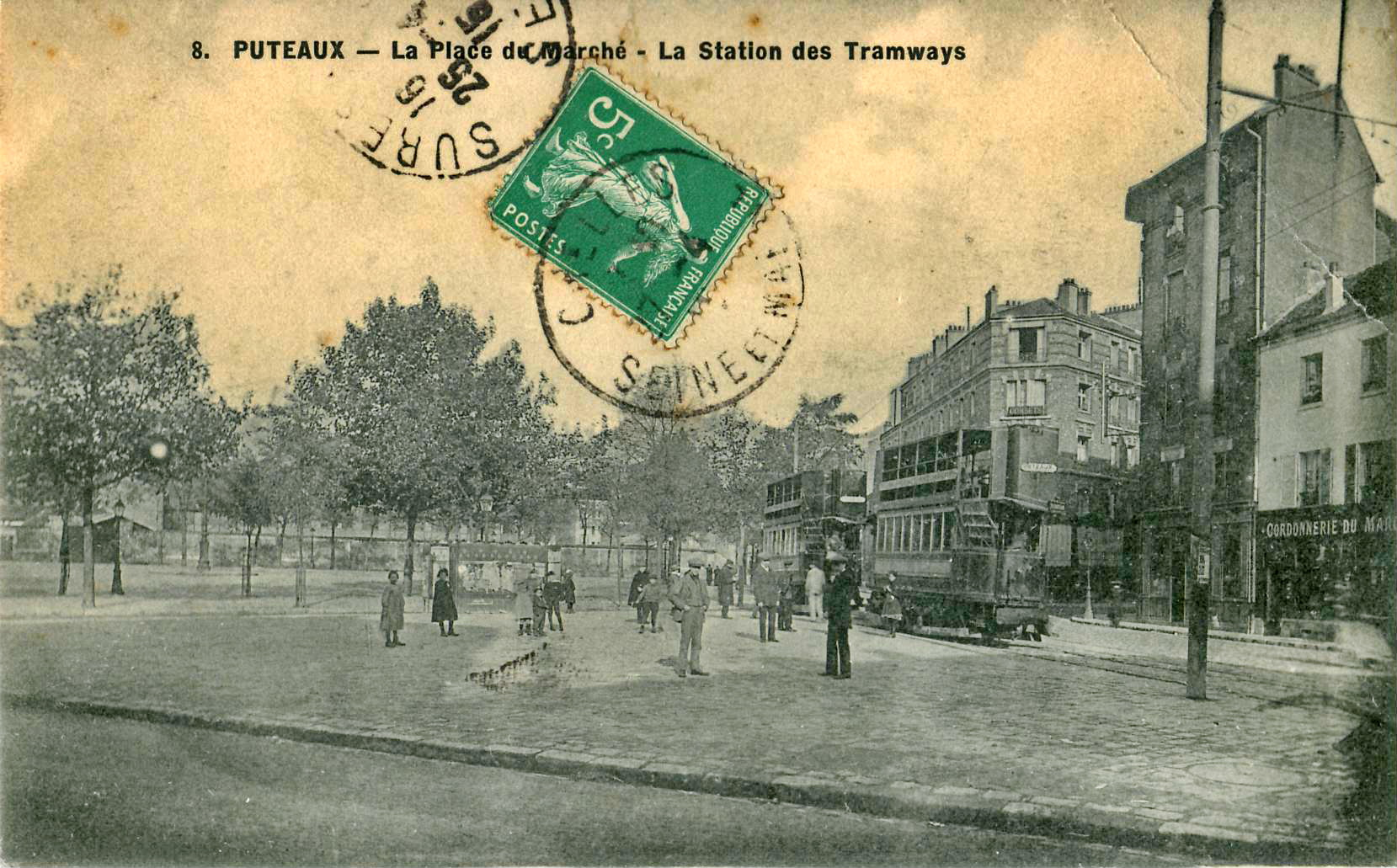
La station des tramways, vers 1900.

La place dessert les rues Jean-Jaurès, Godefroy, Marius-Jacotot, Eugène-Eichenberger, Chante-Coq et Anatole-France.

## Origine du nom
Elle porte le nom de Simone Veil (1927-2017) magistrate et femme d'État et de son mari Antoine Veil (1926-2013) homme politique et haut fonctionnaire français.

## Historique

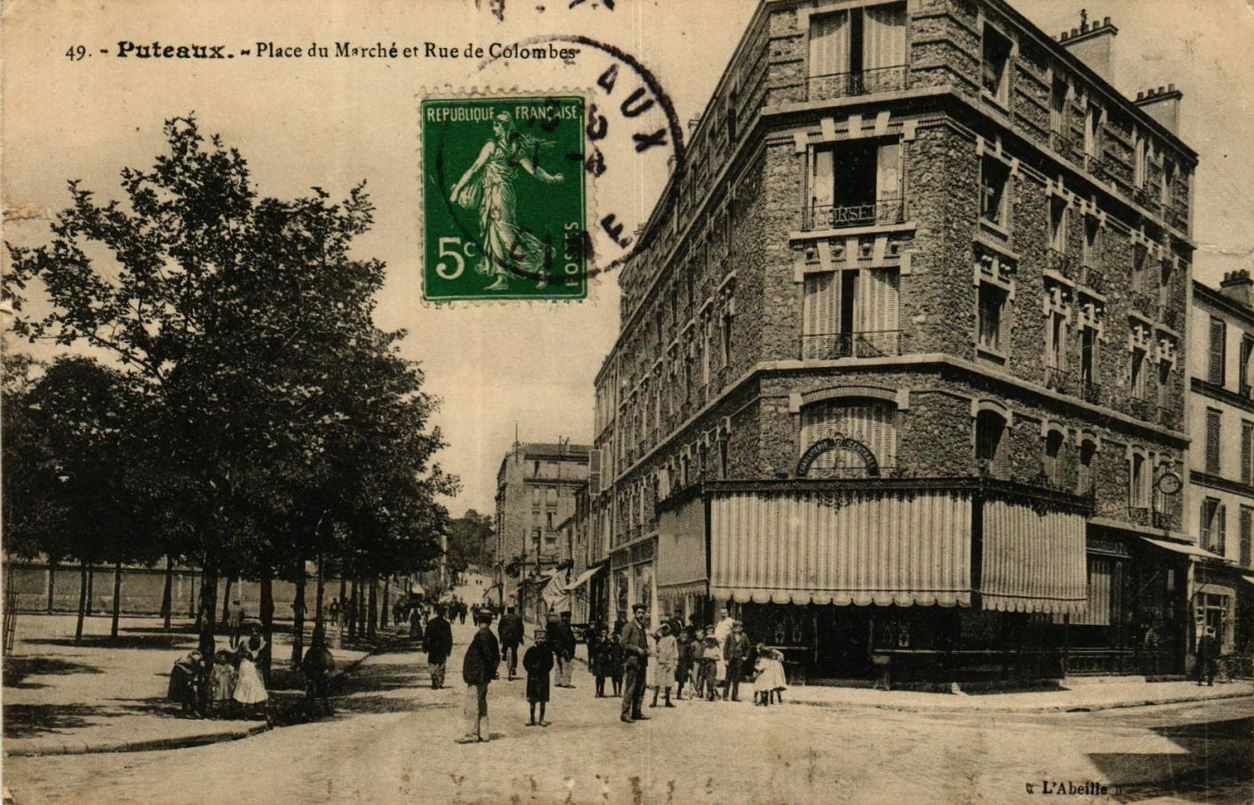
La place du Marché et l'ancienne rue de Colombes, aujourd'hui la rue Marius-Jacotot.

Cette place, qui est indiquée sur le plan du village de Puteaux établi en 1669, s'est appelée initialement « place de la Croix des Arpents » du nom d'un lieu-dit, La Croix.
On relève à partir de janvier 1854 la présence d'un marché sur la place, qui prit naturellement le nom de place du Marché.
A la libération, elle prend le nom de « place de Stalingrad » en souvenir de la bataille de Stalingrad, l'une des grandes défaites de l'armée allemande sur le front de l'Est et un tournant stratégique majeur de la Seconde Guerre mondiale.
Elle prend sa dénomination actuelle le 8 mars 2018 .

## Bâtiments remarquables et lieux de mémoire
- Hôtel de ville de Puteaux et esplanade.